# 大博爾齊克湖

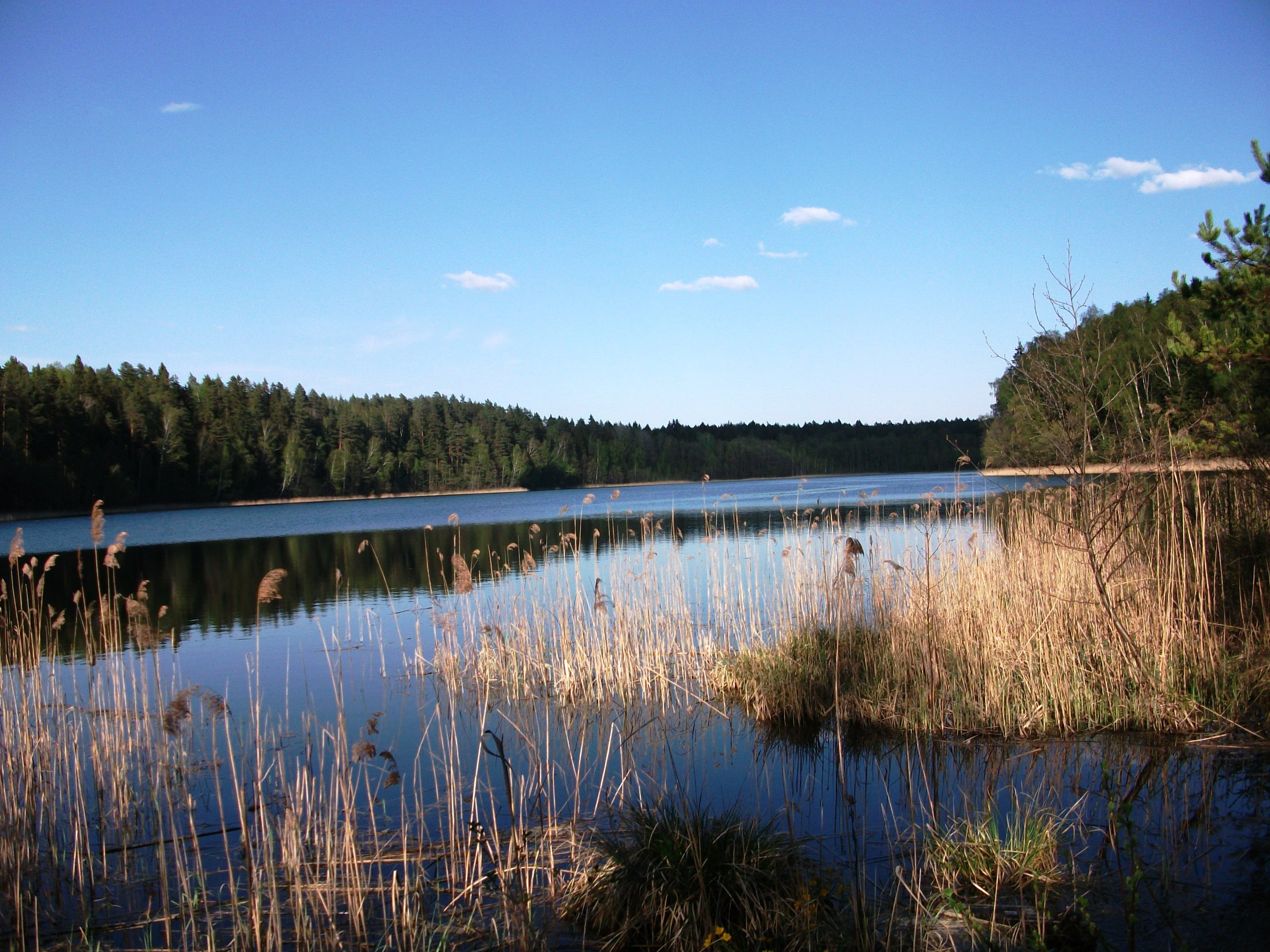
大博爾齊克湖

大博爾齊克湖（白俄羅斯語：Вялікі Болцік）是白俄羅斯的湖泊，由明斯克州負責管轄，毗鄰與立陶宛接壤的邊境，長0.75公里、寬0.2公里，面積0.15平方公里，海拔高度179米，平均水深4.0米，最大水深8.4米。

湖水深度分佈